# Coronel Dorrego (Buenos Aires)
Coronel Dorrego is een plaats in het Argentijnse bestuurlijke gebied Coronel Dorrego in de provincie Buenos Aires. De plaats telt 11.644 inwoners.